# Morten Jørgensen
Morten Jørgensen (Næstved, 23 giugno 1985) è un canottiere danese, vincitore della medaglia d'oro nel 4 senza pesi leggeri ai Giochi olimpici di Pechino 2008.

## Palmarès
- Olimpiadi

Pechino 2008: oro nel 4 senza pesi leggeri.
Londra 2012: bronzo nel 4 senza pesi leggeri.
Rio de Janeiro 2016: argento nel 4 senza pesi leggeri.
- Campionati del mondo di canottaggio

2013 - Chungju: oro nel 4 senza pesi leggeri.
2014 - Amsterdam: oro nel 4 senza pesi leggeri.
- Campionati europei di canottaggio

Belgrado 2014: oro nel 4 senza pesi leggeri.